# Alexander Wadimowitsch Rumjanzew
Alexander Wadimowitsch Rumjanzew (russisch Алекса́ндр Вади́мович Румя́нцев; * 5. Dezember 1986 in Archangelsk) ist ein russischer Eisschnellläufer.

## Werdegang
Rumjanzew startete im Dezember 2007 in Kolomna erstmals im Weltcup und belegte dabei den 23. Platz über 10.000 m in der B-Gruppe. Bei der Mehrkampfweltmeisterschaft 2009 in Hamar errang er den 22. Platz. Im folgenden Jahr lief er dort bei der Mehrkampfeuropameisterschaft auf den 20. Rang. Bei seiner ersten Olympiateilnahme 2010 in Vancouver kam er auf den 13. Platz über 10.000 m. In der Saison 2010/11 holte er in Moskau in der Teamverfolgung zusammen mit Iwan Skobrew und Pawel Bainow seinen ersten Weltcupsieg. Bei den Einzelstreckenweltmeisterschaften 2011 in Inzell belegte er den 15. Platz über 10.000 m und den sechsten Rang in der Teamverfolgung und bei den Einzelstreckenweltmeisterschaften 2013 in Sotschi den 13. Platz über 5000 m und den neunten Rang über 10.000 m. In der Saison 2013/14 errang er mit zwei Top-Zehn-Platzierungen den achten Platz im Gesamtweltcup über 5000/10.000 m. Dabei erreichte er in Heerenveen mit dem dritten Platz über 5000 m seine erste Podestplatzierung im Weltcupeinzel. Beim Saisonhöhepunkt, den Olympischen Winterspielen 2014 in Sotschi, lief er auf den 11. Platz über 5000 m und auf den sechsten Rang in der Teamverfolgung. In der folgenden Saison wurde er in Obihiro Dritter in der Teamverfolgung und Zweiter über 5000 m und in Seoul Dritter über 10.000 m und erreichte damit zum Saisonende den fünften Platz im Gesamtweltcup über 5000/10.000 m. Bei den Einzelstreckenweltmeisterschaften 2015 in Heerenveen belegte er den zehnten Platz über 5000 m und den fünften Rang über 10.000 m. Im folgenden Jahr wurde er Dritter in der Teamverfolgung beim Weltcup in Heerenveen und Sechster in der Teamverfolgung bei den Einzelstreckenweltmeisterschaften in Kolomna. In der Saison 2017/18 erreichte er mit drei Top-Zehn-Ergebnissen, darunter Platz zwei über 5000 m in Minsk, den fünften Platz im Gesamtweltcup über 5000/10.000 m. Im Januar 2018 gewann er bei den Europameisterschaften in Kolomna über 5000 m und in der Teamverfolgung jeweils die Silbermedaille.
Zu Beginn der Saison 2018/19 holte Rumjanzew in Obihiro in der Teamverfolgung seinen zweiten Weltcupsieg und errang dort zudem den zweiten Platz über 5000 m. Im weiteren Saisonverlauf lief er in Tomaszów Mazowiecki auf den dritten Platz in der Teamverfolgung und auf den zweiten Rang über 10.000 m und in Hamar auf den zweiten Platz über 5000 m. Er gewann damit zum Saisonende den Gesamtweltcup über 5000/10.000 m. Bei den Einzelstreckenweltmeisterschaften im Februar 2019 in Inzell gewann er die Bronzemedaille in der Teamverfolgung. Außerdem belegte er dort den fünften Platz über 10.000 m und den vierten Rang über 5000 m. In der folgenden Saison wurde er Fünfter im Gesamtweltcup über 5000/10.000 m. Bei den Europameisterschaften 2020 in Heerenveen holte er Silber in der Teamverfolgung. Im folgenden Jahr gewann er bei den Einzelstreckenweltmeisterschaften in Heerenveen Bronze über 10.000 m.
Bei russischen Meisterschaften siegte Rumjanzew fünfmal über 10.000 m (2011, 2014, 2015, 2018, 2019) und zweimal über 5000 m (2018, 2019).

## Persönliche Bestzeiten
- 00500 m  00:37,60 s (aufgestellt am 7. Februar 2009 in Hamar)
- 01000 m  01:14,71 min (aufgestellt am 19. Dezember 2010 in Klobenstein)
- 01500 m  01:46,22 min (aufgestellt am 7. Februar 2020 in Calgary)
- 03000 m  03:39,28 min (aufgestellt am 25. November 2017 in Calgary)
- 05000 m  06:10,78 min (aufgestellt am 9. März 2019 in Salt Lake City)
- 10.000 m   12:54,74 min (aufgestellt am 14. Februar 2021 in Heerenveen)

## Teilnahmen an Weltmeisterschaften und Olympischen Winterspielen

### Olympische Spiele
- 2010 Vancouver: 11. Platz 5000 m
- 2014 Sotschi: 6. Platz Teamverfolgung, 13. Platz 10.000 m

### Einzelstreckenweltmeisterschaften
- 2011 Inzell: 6. Platz Teamverfolgung, 15. Platz 10.000 m
- 2013 Sotschi: 9. Platz 10.000 m, 13. Platz 5000 m
- 2015 Heerenveen: 5. Platz 10.000 m, 10. Platz 5000 m
- 2016 Kolomna: 6. Platz Teamverfolgung
- 2019 Inzell: 3. Platz Teamverfolgung, 4. Platz 5000 m, 5. Platz 10.000 m
- 2021 Heerenveen: 3. Platz 10.000 m

### Mehrkampfweltmeisterschaften
- 2009 Hamar: 22. Platz Großer-Vierkampf

## Weltcupsiege im Team
| Nr. | Datum             | Ort     | Disziplin        |
| --- | ----------------- | ------- | ---------------- |
| 1.  | 30. Januar 2011   | Moskau  | Teamverfolgung 1 |
| 2.  | 16. November 2018 | Obihiro | Teamverfolgung 2 |
| 3.  | 14. Dezember 2019 | Nagano  | Teamverfolgung 3 |